# Zaraxes
Zaraxes is een geslacht van hooiwagens uit de familie Cosmetidae.
De wetenschappelijke naam Zaraxes is voor het eerst geldig gepubliceerd door Roewer in 1947. 

## Soorten
Zaraxes is monotypisch en omvat slechts de volgende soort:
- Zaraxes devians